# Дейна Скот
Дейна Стюарт Скот (на английски: Dana Stewart Scott; роден на 11 октомври 1932 г.) е американски информатик и логик в университета „Карнеги Мелън“, сега той е пенсионер и живее в Бъркли, Калифорния. Научната му кариера обхваща компютърните науки, математиката и логиката.

## Биография

### Начало на кариерата
Бакалавърска степен по математика получава в Калифорнийския университет в Бъркли през 1954 г. Докторската си дисертация на тема „Сходни следствия на завършените теории“, подготвена под научното ръководство на Aлонсо Чърч, защитава в Принстънския университет през 1958 г.

### Калифорнийски университет в Бъркли, 1960-1963
През 1960 г. Скот се завръща в Калифорнийския университет в Бъркли и става асистент по математика, като се занимава с класически въпроси в областта на математическата логика, особено теорията на множествата и теоретичния модел на Тарски.
Джон Лемън и Скот започват работа по учебник по модална логика, която прекъсва заради смъртта на Лемън през 1966 г. Скот разпространява незавършената монография сред свои колеги, като по този начин въвежда в обращение редица важни техники в семантиката на моделната теория.

### Станфорд, Амстердам и Принстън, 1963-1972
Следвайки първоначалните наблюдения на Робърт Соловей, Скот формулира концепцията на Булевия стойностен модел, теория, до която приблизително по същото време достигат Соловей и Петр Вопенка. През 1967 г. Скот публикува статията „Доказателство на независимостта на хипотезата за континуума“, в която използва Булевия стойностен модел, за да предложи алтернативен анализ на независимостта на хипотезата за континуума, различен от този на Пол Коен. Този му труд му донася през 1972 г. наградата „Лерой П. Стийл“.

### Оксфордски университет, 1972-1981
Скот поема поста на професор по математическа логика на Философския факултет на Оксфордския университет през 1972 г.

#### Семантика на езиците за програмиране
Този период води Скот до работа в тясно сътрудничество с Кристофър Стрейчи, и двамата успяват, въпреки интензивния административен натиск, да контролират голяма част от основните условия на труд за осигуряване на математическа основа за семантиката на езиците за програмиране.

## Hагради
- 1990 – награда „Харолд Пендър“ за прилагането на понятия от логиката и алгебрата за развитието на математическата семантика на езиците за програмиране;
- 1997 – награда „Ролф Шок“ в логиката и философията на Кралска шведска академия на науките за неговите концептуално ориентирани трудове по логика, особено създаването на домейн теория;
- 2001 – награда „Болцано“ на Чешката академия на науките за заслуги в областта на математическите науки;
- 2007 – EATCS Award заради приноса му към теоретичните компютърни науки.